# GNOME
GNOME (/ɡˈnoʊm, ˈnoʊm/) — вільне середовище стільниці для UNIX-подібних операційних систем. Спочатку GNOME був акронімом від англ. GNU Network Object Model Environment, але абревіатура була вилучена, оскільки вона більше не відображає бачення проєкту GNOME.
GNOME орієнтується на створення повністю вільного середовища, доступного всім користувачам незалежно від рівня технічних навичок, фізичних обмежень й мови. У межах GNOME розробляються як власні застосунки для кінцевих користувачів, так і набір інструментів для створення нових застосунків, які тісно інтегруються в робоче середовище.

## Історія

### GNOME 1
GNOME було розпочато 15 серпня 1997 Мігелем де Ікаса та Федеріко Мена як проєкт з відкритим кодом для розробки робочого середовища та застосунків для нього. GNOME був заснований частково тому, що K Desktop Environment, який користувався популярністю, покладався на інструментарій віджета Qt, який використовував пропрієтарну ліцензію до версії 2.0 (червень 1999). Замість Qt було обрано GTK (GNOME Toolkit, в той час називався GIMP Toolkit) як основу для GNOME. GTK використовує GNU Lesser General Public License (LGPL) — вільну ліцензію на програмне забезпечення, яка дозволяє програмному забезпеченню, пов'язаному з ним, використовувати набагато ширший набір ліцензій, включаючи пропрієтарні ліцензії. Сам GNOME ліцензований на умовах LGPL в частині своїх бібліотек, та GNU General Public License (GPL) в частині своїх застосунків.
GNOME раніше був частиною проєкту GNU. 2021 року GNOME почав видаляти згадки про будь-яке посилання на GNU з їх коду та документації. Назва «GNOME» спочатку була акронімом від GNU Network Object Model Environment, що вказує на початковий намір створити фреймворк розподілених об'єктів, подібний до OLE від Microsoft, але акронім зрештою облишили, оскільки він більше не відображав бачення проєкту GNOME.
Каліфорнійський стартап Eazel розробляв файловий менеджер Nautilus з 1999 по 2001 рік. Де Ікаса та Нат Фрідман заснували Helix Code (згодом Ximian) в 1999 році в Массачусетсі; ця компанія розробила інфраструктуру та програми GNOME і була придбана Novell у 2003 році.

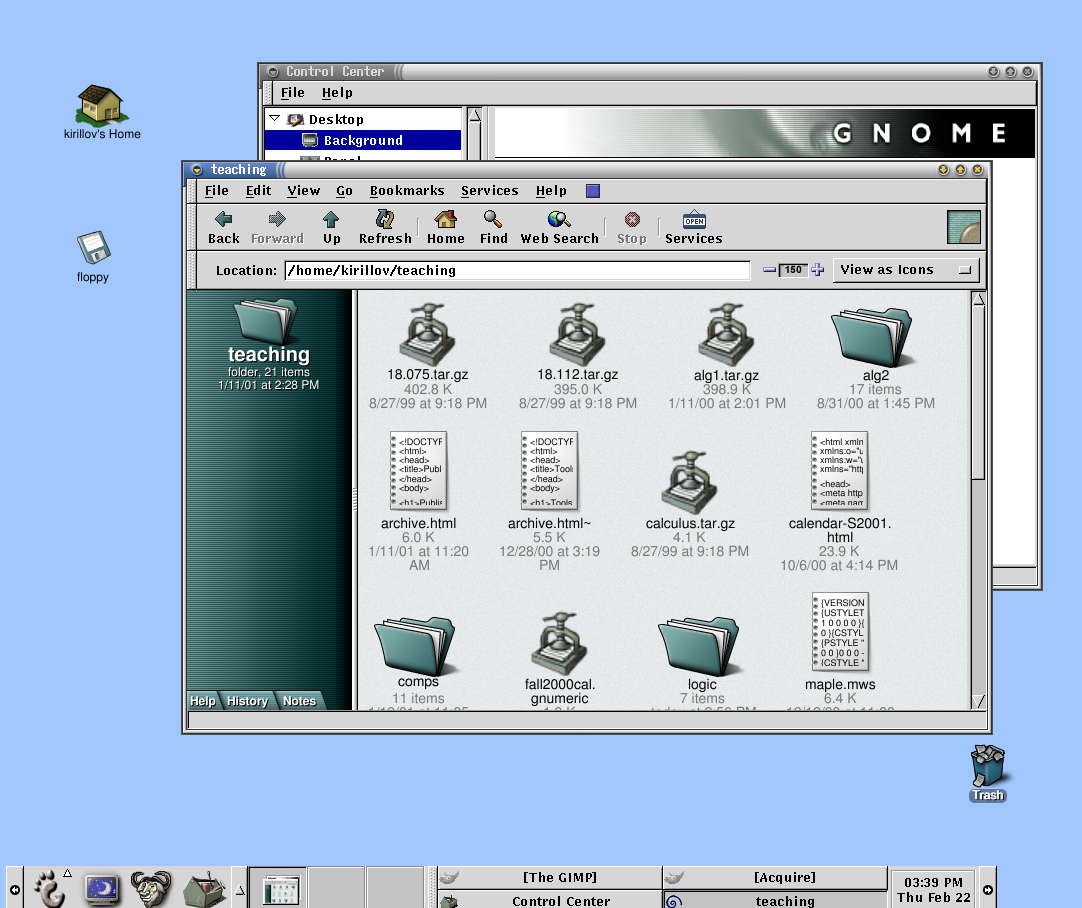
GNOME 1 (1999)

Під час переходу до GNOME 2 та незабаром після цього були нетривалі обговорення щодо створення пакету GNOME Office. 15 вересня 2003 був випущений GNOME-Office 1.0, що складався з AbiWord 2.0, GNOME-DB 1.0, та Gnumeric 1.2.0. Хоча в розсилці gnome-office виношували деякі плани щодо випуску GNOME Office 1.2, і Gnumeric 1.4 оголосили в його складі, випуск GNOME Office 1.2 так і не відбувся.

### GNOME 2
GNOME 2 був випущений в червні 2002 року та був дуже схожий на звичайний настільний інтерфейс, з простим робочим столом, в якому користувачі могли взаємодіяти з віртуальними об'єктами, такими як вікна, піктограми та файли. GNOME 2 спершу використовував Sawfish як типовий віконний менеджер, але пізніше переключився на Metacity. Робота з вікнами, програмами та файлами у GNOME 2 подібна до інших сучасних настільних операційних систем. За типового налаштування GNOME 2 робочий стіл має меню швидкого доступу до встановлених програм і файлів; відкриті вікна доступні через панель задач, розташовану вздовж нижньої частини екрана, а у верхньому правому куті розміщено область сповіщення для програм у фоновому режимі. Однак ці елементи можна перемістити практично в будь-яку позицію або орієнтацію, яку бажає користувач, замінити іншими функціями або взагалі видалити.
Станом на 2009 рік, GNOME 2 був типовим робочим столом для OpenSolaris. Середовище стільниці MATE є відгалуженням кодової бази GNOME 2 (див. Критика, нижче.)

### GNOME 3

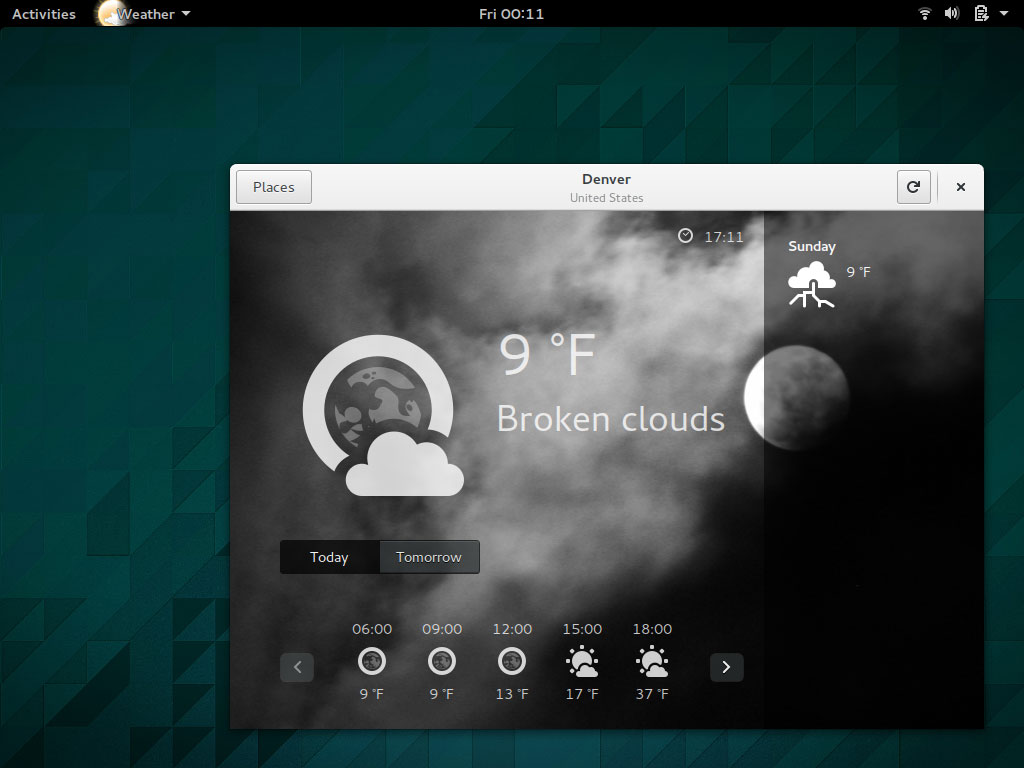
GNOME 3 характеризують сучасним підходом до дизайну інтерфейсу користувача й іменування програм. На цьому знімку екрана показано, як GNOME Погода працює в GNOME Shell, версії 3.14 (вересень 2014 р.)

У 2008 році зросло невдоволення серед спільноти та розробників через відсутність у проєкту напрямку та технічного розвитку, що призвело до оголошення GNOME 3.0. Спочатку планували вносити тільки поступові зміни й уникати створення незручностей для користувачів. Однак від цього відійшли зі створенням GNOME Shell.
GNOME 3 випустили 2011 року. У той час як інтерфейси GNOME 1 і 2 наслідували традиційну метафору робочого столу, GNOME Shell прийняв більш абстрактну метафору з оптимізованним процесом роботи з керування вікнами (де перемикання між різними завданнями та віртуальними робочими столами відбувалося в окремій області, що називається оглядом), уніфікованою верхньою панеллю (на заміну рядка меню, панелі завдань і панелі інструментів)[джерело?], а також прихованими за замовчуванням кнопками згортання та розгортання.
GNOME 3 привніс численні покращення основного програмного забезпечення. Багато основних програм GNOME також зазнали редизайну, щоб забезпечити більш цілісний досвід користування.[джерело?] Mutter змінив Metacity як типовий менеджер вікон.[джерело?] Adwaita замінила Clearlooks як типову тему.

#### Критика
Випуск GNOME 3 викликав значні суперечки в спільнотах GNU і Linux.[джерело?] Окремі дизайнерські рішення, направлені на забезпечення простого та незагромадженого досвіду користування, накликали критику, як наприклад видалення кнопок згортання та розгортання, спрощення можливостей для налаштування, а також візуальні підказки, які могли заплутати.
Було ініційовано кілька проєктів з продовження розробки GNOME 2.x або зміни GNOME 3.x для більшої схожості з версіями 2.x. Середовище стільниці MATE було відгалужене від кодової бази GNOME 2 для збереження традиційного інтерфейсу GNOME 2 водночас забезпечуючи сумісність із сучасними технологіями Linux, включаючи GTK 3. Команда Linux Mint вирішувала це питання розробкою «Mint GNOME Shell Extensions», які розширювали GNOME Shell i дозволяли використовувати її з традиційною метафорою робочого столу. Це в кінцевому підсумку призвело до створення інтерфейсу Cinnamon, який був відгалужений з кодової бази GNOME 3.[джерело?]
Згодом критичне сприйняття стало більш позитивним. Лінус Торвальдс критикував ранні випуски GNOME 3 та відмовився користуватися GNOME після випуску GNOME 3.0, а у 2013 році відновив користуватися GNOME, зазначивши, що «тепер у них є розширення, які все ще дуже важко знайти; але за допомогою розширень ви можете змінити свій робочий стіл, щоб він виглядав майже так само добре, як два роки тому». Debian, дистрибутив Linux, який історично використовував GNOME 2, перейшов на Xfce, коли був випущений GNOME 3, але повторно прийняв GNOME 3 перед випуском Debian 8 «Jessie».

## Організація
Від початку свого виникнення, як і більшість проєктів вільного програмного забезпечення, проєкт GNOME не має чіткої організації. Обговорення розробки GNOME доступне для усіх і проходить у кількох розсилках.
Для чіткої та ефективної координації над проєктом було створено GNOME Foundation — відкриту організацію, що складається з добровольців, професіоналів та компаній. GNOME Foundation є громадською безприбутковою організацією, яка допомагає спільноті GNOME у фінансових, організаційних та правових питаннях, визначає бачення проєкту та його плани.

## Цілі
За інформацією з сайту GNOME, проєкт GNOME надає дві можливості: інтуїтивний і привабливий робочий стіл для користувачів, та платформу для розробки додатків, які інтегруються в інші частини робочого столу. Проєкт GNOME ставить акцент на простоті, зручності, і розробці програм, які «просто працюють». Іншими цілями проєкту є:
- Свобода для створення робочого середовища з легкодоступними сирцевими кодами для повторного використання під вільною ліцензією.
- Доступність робочого столу для будь-якої людини, незалежно від технічних навичок або фізичних обставин.
- Інтернаціоналізація та локалізація. Зараз GNOME перекладений на 161 мову.
- Легкість написання програмного забезпечення, яке легко інтегрується з робочим столом, і дає розробникам вільний вибір мови програмування.
- Дотримання регулярного циклу випуску і обслуговування.
- Забезпечення підтримки інших установ за межами спільноти GNOME.

## Платформи
Середовище GNOME працює на багатьох UNIX-подібних операційних системах — GNU/Linux.
Попри те, що спочатку GNOME був середовищем для GNU/Linux, зараз він може бути запущений на більшості UNIX-подібних систем: AIX, IRIX, різновидах BSD, HP-UX; також GNOME було частково адаптовано фірмою Sun Microsystems для ОС Solaris замість застарілого CDE. Sun Microsystems також випустила Java Desktop System — робоче середовище на базі GNOME. Існує порт GNOME для Cygwin, здатний працювати під керуванням Microsoft Windows.

## Поширення
Робоче середовище GNOME поширюється у складі вільних та комерційних операційних систем, таких як Debian, Fedora, Mandriva, RedHat, OpenSolaris, SLED, Mint, FreeBSD та Ubuntu.

## Архітектура
GNOME побудований на багатьох відкритих проєктах, як ось GTK+, GConf, LibXML, GNOME VFS та інших. Застосунки до GNOME пишуться на багатьох мовах програмування C++ (gtkmm), C# (Gtk#), Java (Java-GNOME), Python (PyGTK), Vala, Perl (gtk2-perl) тощо, хоча сам GNOME написаний на мові Сі.

### Взаємодія між застосунками
Мігель де Ікаса створював проєкт GNOME, перебуваючи під враженням від компонентних технологій компанії Microsoft (COM і ActiveX). Планувалося зробити аналогічні технології (на основі CORBA) важливою частиною GNOME. Технологія CORBA реалізована в GNOME у вигляді брокера ORBit. Засоби для створення графічних компонентів, підтримка складних документів надається бібліотекою Bonobo.
Проте сьогодні[коли?] основним засобом взаємодії між застосунками є D-Bus — полегшений механізм межпроцессної взаємодії, спеціально розроблений для настільного застосування. Від використання CORBA і Bonobo заплановано з часом відмовитися.

### Графіка і мультимедіа
Як графічні і мультимедіа-інструменти в GNOME використовуються деякі проєкти freedesktop.org.
Бібліотека Cairo забезпечує виведення векторної графіки. Вона використовується в GTK+ для відображення елементів інтерфейсу.
Технологія GStreamer забезпечує «прозору» роботу з аудіо і відео різних форматів — введення, обробку і виведення. Її використовують, зокрема, мультимедіа-програвач Totem і програма витягання аудіо з компакт-дисків Sound Juicer.
Poppler — бібліотека відображення PDF-документів, заснована на xpdf. Вона використовується застосунком проглядання документів Evince.
Tango Desktop Project — це спроба створити єдиний візуальний стиль для вільного програмного забезпечення, насамперед в області значків. Офіційна тема значків GNOME слідує рекомендаціям проєкту Tango за зовнішнім виглядом значків, а також відповідає специфікаціям найменування значків freedesktop.org.

### Налаштування середовища
Для зберігання налаштувань середовища і застосунків та відстеження їхніх змін використовується система GConf. Самі дані налаштувань зберігаються, як правило, в XML-файлах. Для користувача і застосунків вони представляються у вигляді єдиного «дерева» опцій, подібно до реєстру Windows. Застосунки, що використовують GConf, можуть надавати описи для окремих опцій, які потім можуть бути перекладені іншими мовами в рамках загального процесу локалізації середовища.
При зміні якогось значення налаштування система GConf автоматично сповіщає про це всі «зацікавлені» застосунки, чим забезпечується миттєве застосування нових налаштувань. Крім того, GConf дозволяє системним адміністраторам обмежити зміну тих або інших налаштувань, зробивши їх обов'язковими для користувачів.

## Основні підпроєкти
GNOME спирається на велику кількість різних проєктів.
- Bonobo — складовий документ технології (застарілий у поточній версії).
- GConf — для зберігання налаштувань програми (GSettings в GNOME 3).
- GVFS — віртуальна файлова система.
- GNOME Keyring — для зберігання шифрування ключів та інформаційної безпеки.
- Переклад GNOME Project — для перекладу документів та програм на різні мови.
- GTK+ — використовується для побудови графічних додатків. Використання GTK+ як базового віджет-інструментарію дає GNOME вигоду від певних функцій, таких як тематизація (можливість зміни зовнішнього вигляду програми) і згладжування графіки.
- LibXML — бібліотека XML.
- ORBit — CORBA ORB для програмного забезпечення комплектуючі.
- Доступна велика кількість мовних прив'язок, що дозволяє писати застосунки на різних мовах програмування, наприклад C++ (gtkmm), Java (Java-GNOME), Ruby (Ruby-gnome2), C Sharp (GTK#), Python (PyGTK), Perl (gtk2-Perl), Tcl (Gnocl) і багато інших. Офіційні релізи GNOME містять застосунки, написані на C, C#, Python і Vala.

## Історія релізів

### GNOME 3.0

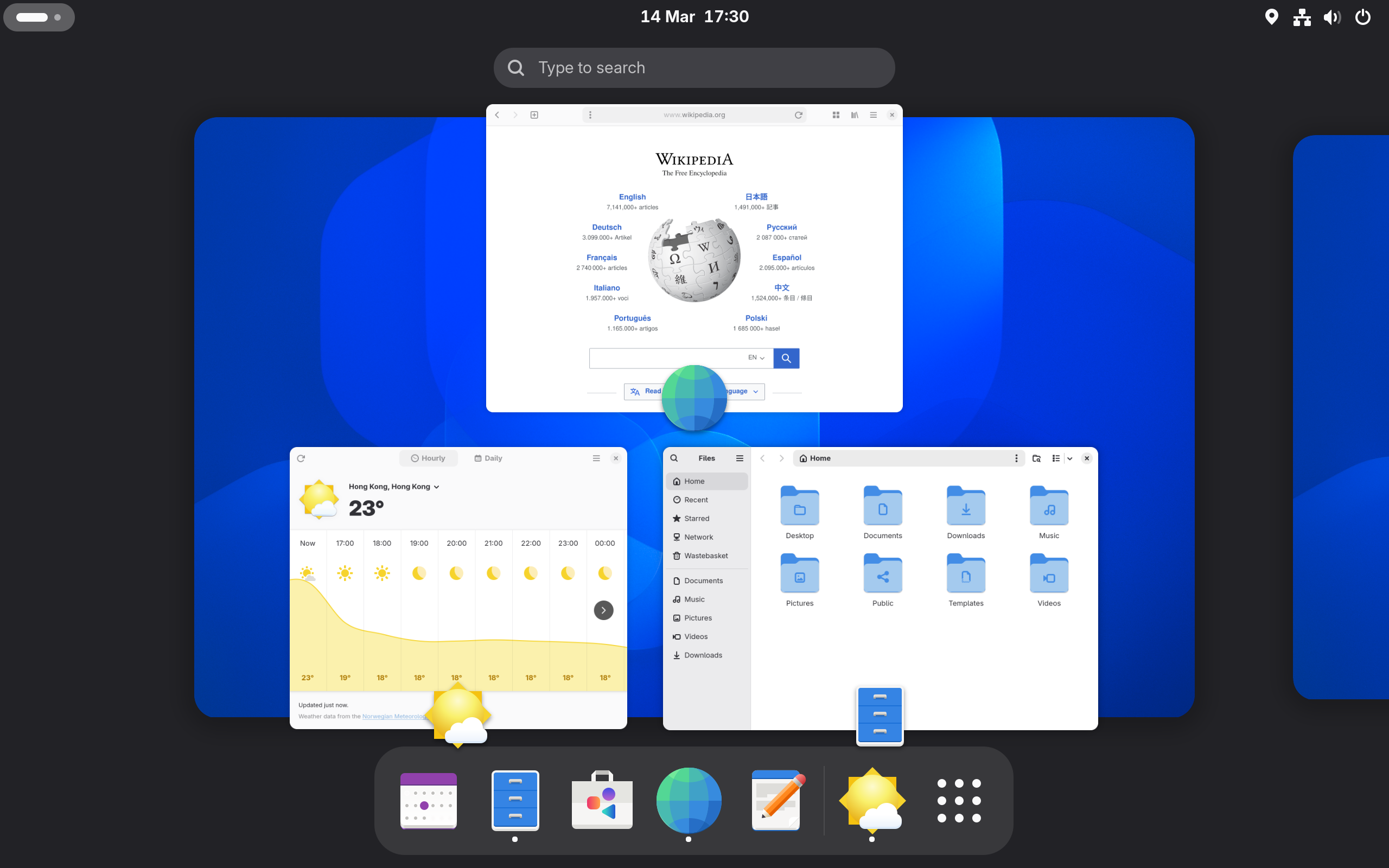
GNOME Shell

Реліз стільничного оточення GNOME 3.0 був представлений 6 квітня 2011 після трьох років розробки. Це найзначніший реліз проєкту з моменту випуску GNOME 2.0 дев'ять років тому. У розробці GNOME 3.0 взяло участь понад 3500 осіб, включаючи працівників 106 компаній. Попри досить сильні внутрішні зміни і перехід на бібліотеку GTK+ 3, всі створені для GNOME 2 програми будуть працювати у GNOME 3 без модифікації.
Оцінити можливості нового користувальницького оточення GNOME 3 можна за допомогою спеціально підготовлених Live-дистрибутивів: на базі openSUSE і Fedora Linux. Користувачі Ubuntu можуть встановити нову версію GNOME зі спеціально підготовленого PPA-репозиторію. Для роботи нової оболонки користувача GNOME Shell необхідна наявність сучасної відеокарти і підтримка графічних драйверів OpenGL. При запуску на застарілих системах або в середовищі віртуалізації буде запущений режим сумісності, оснований на старій класичній оболонці GNOME. Відеоролики з демонстрацією ключових нововведень GNOME 3 можна знайти на сайті gnome3.org.
З істотних нововведень GNOME 3 можна відзначити:
- Нова оболонка робочого столу Gnome Shell, котра об'єднала в собі такі сутності, як GNOME Panel і віконний менеджер Mutter. Забезпечує роботу таких функцій, як запуск застосунків, доступ до документів, виконання аплетів і перемикання вікон. У GNOME Shell активно задіяні можливості сучасних графічних карт і представлена інноваційна концепція користувацького інтерфейсу, що відрізняється простотою використання і візуальною привабливістю, завдяки широкому використанню анімаційних та візуальних ефектів. Частина коду GNOME Shell написана мовою JavaScript з використанням GObject інтроспекції і Біндінга Gjs;
- Інтерфейс максимально спрощений, забезпечена можливість швидкого перегляду відкритих вікон, запущених зараз застосунків і найчастіше використовуваних програм. У лівій частині екрана представлена спливаюча панель Activities Overview, яка є воротами до завдань, що вирішуються користувачем. Наприклад, через Activities Overview можна разом подивитися вміст усіх вікон, переключитися на іншу задачу або запустити новий застосунок;
- Вбудований комунікаційний фреймворк, який дозволяє агрегувати в загальний список контактів елементи з різних джерел (з менеджера з'єднань Telepathy, з Evolution, з Facebook тощо). Функції швидкого відправлення повідомлень і написання відповідей інтегровані в область повідомлень;
- Перероблена система повідомлень, які тепер виводяться в тлі, зберігаються і не заважають поточній роботі, що дає можливість переглянути накопичені повідомлення коли з'явиться нагода. Повідомлення є інтерактивними, тобто якщо натиснути на повідомленні, то відбудеться перемикання на пов'язане з ним вікно, в якому буде наданий вибір подальших дій;
- Забезпечено швидкий доступ до всіх елементів робочого столу, застосунків і документів. Досить натиснути на клавіатурі клавішу «Windows»[en] і ввести певну маску в пошуковому полі (наприклад, маска «photo» відобразить посилання на свіжі фотографії, програми для обробки фотографій, накопичувачі на які зберігалися фотографії та налаштування колірних профілів);
- Перероблений процес керування робочими столами. Нова концепція угруповання вікон усередині окремих робочих просторів дозволяє спростити організацію роботи і виділити пов'язані з виконанням певних завдань програми в окремі віртуальні робочі столи (наприклад, робочі столи для навігації в Мережі і для роботи над документами). Переміщати застосунки між робочими столами можна шляхом перетягування мишею;
- Додана підтримка тайлінг, що дає можливість автоматично розміщувати відкриті вікна без перекриття, одне поруч з іншим, використовуючи багатофреймову парадигму, реалізовану в таких віконних менеджерах як Ion. З області заголовка вікна вилучені кнопки згортання вікна і його розкриття на повний екран. Як причини вилучення кнопок називається їхня низька затребуваність користувачами — дослідження поведінки користувачів показало, що кнопками мінімізації та максимізації вікна мало хто користується, до того ж з реалізацією ідеї множинних робочих просторів у GNOME 3 операції згортання окремого вікна втрачають сенс;
- Повністю перероблений інтерфейс для налаштування параметрів системи, який дозволяє керувати всіма параметрами в рамках одного вікна та надає можливість пошуку потрібної настройки. Додано новий агент автентифікації на базі PolicyKit, інтегрований новий індикатор налаштування мережі на базі NetworkManager 0.9;
- Додана нова система контекстної допомоги, орієнтована на виведення підказки з конкретних тем, що дозволяє знайти відповідь на шукане питання без необхідності перегляду довгих настанов. Істотно прискорений процес пошуку потрібної теми в розділах допомоги;
- Додана панель Dash, призначена для організації швидкого доступу до часто використовуваних застосунків;
- За умовчуванням використовується новий шрифт Cantarell. Шрифт створений Девідом Кросслендом (David Crossland) спеціально для GNOME 3, розповсюджується під ліцензією Open Font License і належить до сімейства гуманістичних гротесків (Humanist sans-serif);
- Проведено редизайн файлового менеджера Nautilus. Новий інтерфейс легший і елегантніший. Нова бічна панель дозволяє спростити перехід в найважливіші каталоги. Перероблений діалог з'єднання із сервером;
- Покращена чуйність інтерфейсу веббраузера Epiphany, здійснено переведення на нову версію рушія WebKit. Реалізовано новий менеджер завантажень, перероблений статусний рядок, покращений інтерфейс користувача;
- Помітно розширено можливості текстового редактора gedit, в якому з'явилася підтримка роботи з файлами з стиснених архівів, додана інтелектуальна система перевірки правопису, реалізована можливість обробки документів, що містять неприпустимі символи. Додано новий інтерфейс пошуку, що дозволяє шукати відразу в декількох документах, відкритих у різних вкладках. Реалізована функція угруповання вкладок, що дозволяє одноразово проглядати декілька документів;
- У Empathy з'явилася функції блокування небажаних повідомлень і підтримка пошуку контактів на зовнішніх серверах;
- У програмі для роботи з вебкамерами Cheese додані нові візуальні ефекти;
- У Evince реалізована можливість установки закладок на документи, що переглядаються;
- У програмі для перегляду фотографій Eye of GNOME проведена оптимізація продуктивності і реалізована підтримка плагінів підключення;
- У Totem 3.0 покращена робота з потоковим відео і аудіо.

### Попередні релізи
|                        |
| GNOME 1, Березень 1999 |

|                          |
| GNOME 2.6, Березень 2004 |

|                           |
| GNOME 2.20, Вересень 2007 |

|                           |
| GNOME 2.28, Вересень 2009 |

|                           |
| GNOME 2.30, Березень 2010 |

|         |
| GNOME 3 |

| Версія   | Дата            | Інформація |
| -------- | --------------- | --- |
|          | Серпень 1997    | Початок розвитку GNOME |
| 1.0      | Березень 1999   | Перший стабільний випуск GNOME |
| 1.0.53   | Жовтень 1999    | «Жовтень» (October) |
| 1.2      | Травень 2000    | «Бонго» (Bongo) |
| 1.4      | Квітень 2001    | «Спокій» (Tranquility) |
| 2.0      | Червень 2002    | Значні удосконалення у зв'язку з переходом на GTK+ 2.0. Впровадження прав Human Interface Guidelines. |
| 2.2      | Лютий 2003      | Мультимедіа та поліпшений менеджер файлів. |
| 2.4      | Вересень 2003   | «Temujin»: Epiphany, доступність підтримки. |
| 2.6      | Березень 2004   | Nautilus змінений до просторового файлового менеджера, та впроваджується новий GTK+. |
| 2.8      | Вересень 2004   | Покращена підтримка знімних пристроїв, доданий Evolution. |
| 2.10     | Березень 2005   | Знижені вимоги до пам'яті та продуктивності. Додані нові аплети панелі та додатки Totem і Sound Juicer. |
| 2.12     | Вересень 2005   | Поліпшений Nautilus; покращення у вирізати/вставити між додатками. Додані: PDF-менеджер Evince; нова тема за замовчуванням Clearlooks; редактор меню; менеджер ключів і засоби адміністрування. На основі GTK+ 2.8 з підтримкою Cairo. |
| 2.14     | Березень 2006   | Підвищення продуктивності (в деяких випадках більше ніж на 100 %); мультимедійний фреймворк GStreamer 0.10. Додані: додаток відеоконференції Ekiga; панель пошуку; редактор блокування Pessulus; швидке перемикання користувачів; інструмент системного адміністрування Sabayon. |
| 2.16     | Вересень 2006   | Покращення продуктивності. Додані: Tomboy; аналізатор використання диска Baobab; читальник екрану Orca, GNOME Power Manager (збільшення строку життя батареї ноутбука); поліпшення Totem, Nautilus; підтримка Metacity, нові теми значків. На основі GTK+ 2.10 з новим діалогом виведення на друк. |
| 2.18     | Березень 2007   | Покращення продуктивності. Додані: програма безпеки Seahorse GPG, що дозволяє шифрувати повідомлення електронної пошти і локальні файли; режим перегляду у вигляді кругової діаграми для аналізатора використання диска Baobab; підтримка MP3 і AAC аудіокодування; нові ігри — судоку та glchess. Поліпшено Evince, Epiphany, GNOME Power Manager і регулятор гучності. |
| 2.20     | Вересень 2007   | Функція резервного копіювання в Evolution; поліпшення в Epiphany, EOG, GNOME Power Manager; пароль брелка керування в Seahorse. Додані: редагування PDF-форм в Evince, інтегрований пошук в діалогах файлового менеджеру; автоматична інсталяція мультимедійних кодеків. |
| 2.22     | Березень 2008   | Додані Cheese; основне вікно підтримки композиції в Metacity, впровадження GVFS; поліпшення підтримки відтворення DVD-дисків і YouTube, MythTV підтримки в Totem; інтернаціоналізований аплет-годинник; підтримка Google Calendar і значки повідомлення в Evolution; покращення в Evince, Tomboy, Sound Juicer та калькуляторі. |
| 2.24     | Вересень 2008   | Додавання Empathy, Ekiga 3.0, вкладок в Nautilus, краща підтримка декількох екранів і поліпшена підтримка цифрового телебачення. |
| 2.26     | Березень 2009   | Нова програма для запису дисків Brasero, простий обмін файлів, поліпшення медіаплеєру, підтримка декількох моніторів і зчитувача відбитків пальців. |
| 2.28     | Вересень 2009   | Додавання модуля Bluetooth у GNOME. Покращення веббраузера Epiphany, IM-клієнту Empathy, Time Tracker і доступності. Оновлення GTK+ до версії 2.18. |
| 2.30     | Березень 2010   | Покращення файлового менеджеру Nautilus, IM-клієнту Empathy, Tomboy, Evince, Time Tracker, Epiphany і Vinagre. Часткова підтримка пристроїв iPod і iPod Touch через gvfs за допомогою libimobiledevice. Використовує GTK+ 2.20. |
| 2.32     | Вересень 2010   | Додавання Rygel та GNOME Color Manager. Покращення IM-клієнту Empathy, Evince, файлового менеджеру Nautilus. |
| 3.0      | Квітень 2011    | Перехід на GTK+ 3, доданий GNOME Shell, низка вдосконалень; збережена сумісність з попередніми випусками GNOME. |
| 3.2      | Серпень 2011    | Враховані багато побажань користувачів, виявлених після знайомства з GNOME 3, допрацьовані багато підсистем і додані нові компоненти, такі як екранна клавіатура, нова адресна книга, спеціальний застосунок для пошуку і перегляду документів, новий екран входу в систему і система налаштування колірних профілів. |
| 3.4      | Березень 2012   | Доданий застосунок для управління віртуальними машинами і організації віддаленого доступу Boxes, інтегровані функції пошуку документів, поліпшена підтримка графічних планшетів, реалізовано глобальне меню для застосунків. |
| 3.6      |                 | |
| 3.8      | 27 березня 2013 | |
| 3.10     | 25 вересня 2013 | Експериментальна підтримка роботи з Wayland; єдине системне статусне меню; заголовочний рядок, що об'єднав заголовок та панелі інструментів; новий застосунок для роботи з картами; новий аудіоплеєр; доведення до готовності програми для ведення нотаток; підтримка автентифікації з використанням смарткарт. |
| 3.12     | 26 березня 2014 | Розвиток GNOME Software, нова реалізація GNOME Video, зміни у редакторі Gedit, покращена підтримка HiDPI, продовження розвитку інтеграції з хмарними сервісами, оновлення вбудованого браузеру Epiphany, покращення сумісності з FreeBSD, нові програми: Sound recorder, Logs і Polari. |
| 3.16     | 25 березня 2015 | |
| 3.18     | 23 вересня 2015 | Підтримка сервісу Google Drive, засоби для оновлення прошивок, автоматичне налаштування яскравості екрану, підтримка жестів для тачпадів, новий календар-планувальник. |
| 3.20     | 23 березня 2016 | Підтримка установки оновлень ОС в менеджері застосунків, значне вдосконалення підтримки Wayland, визначення налаштувань приватності у прив'язці до застосунків. |
| 3.22     | Вересень 2016   | Програми GNOME 3.22 віднині базуються на GTK 3.22, останньому випуску gtk-3.x. За замовчуванням встановлено Wayland. Повна підтримка, можливість встановлювати та оновлювати Flatpak пакети у GNOME Software. GNOME Builder віднині може їх створювати, а робочий стіл надає «Портал для праці програм у пісочниці». Покращення основних програм GNOME включають підтримку пакетного перейменування у Файлах, підтримку спільного доступу до фотографій у GNOME Photos, оновлений вигляд програмного забезпечення GNOME, перероблену панель налаштувань клавіатури та багато іншого.                   |
| 3.24     | Березень 2017   | Додана функція «Нічного світла». У випадаючому меню дати/часу тепер відображається інформація про погоду. Покращено вигляд сповіщень. Календар Gnome отримав тижневий перегляд. Gnome Web покращено для додавання та керування закладками, а за замовчуванням він постачається з функцією Easy Privacy. Панель налаштувань облікових записів, користувачів і принтерів була перероблена. |
| 3.26     | Вересень 2017   | Новий вигляд програми налаштувань з новою навігаційною бічною панеллю, покращеними налаштуваннями мережі та дисплея, а також синхронізацією браузерів завдяки службі Firefox Sync. Кольорові емодзі тепер підтримуються у всьому GNOME і їх буде видно скрізь, де вони з'являться. |
| 3.28 LTS | 12 березня 2018 | Нова програма GNOME Usage для моніторингу системних ресурсів та новий On-screen-keyboard для покращення доступності. |
| 3.30     | 5 вересня 2018  | Покращення в GNOME Software, нові функції для управління обліковими записами, поліпшення в Nautilus, новий дизайн для системних налаштувань. |
| 3.32     | 13 березня 2019 | Поліпшена інтеграція з онлайн-сервісами, нові можливості для управління налаштуваннями, покращення в GNOME Shell та нові програми. |
| 3.34     | 12 вересня 2019 | Додані нові функції для управління мультимедіа, покращення в GNOME Photos, оновлення в GNOME Software, нові можливості для налаштувань. |
| 3.36 LTS | 11 березня 2020 | Поліпшення продуктивності, нові функції для управління віртуальними робочими столами, оновлення в GNOME Shell, покращення в налаштуваннях. |
| 3.38     | 16 вересня 2020 | Додані нові функції для управління повідомленнями, покращення в GNOME Software, нові можливості для налаштувань зовнішнього вигляду. |
| 40       | 24 березня 2021 | Перехід на нову версію дизайну з оновленим інтерфейсом, що підвищує зручність використання. Нові функції для управління робочим столом, включаючи можливість налаштування розташування вікон та робочих поверхонь. Поліпшена продуктивність, зниження затримок при відкритті програм і переході між робочими столами. Додані нові можливості для налаштувань, включаючи теми та шрифти, що дозволяють користувачам адаптувати інтерфейс під свої потреби. |
| 41       | 22 вересня 2021 | Додані нові функції для роботи з мультимедіа, такі як покращена підтримка відео та аудіоформатів. Покращення в GNOME Shell, включаючи нові анімації та можливості для управління повідомленнями. Нові можливості для налаштувань системи, включаючи спрощений доступ до параметрів безпеки та конфіденційності. |
| 42 LTS   | 23 березня 2022 | Поліпшення доступності, включаючи нові функції для користувачів з обмеженими можливостями. Нові функції для управління обліковими записами, що спрощують налаштування доступу та прав. Оновлення в GNOME Software з новими можливостями для управління пакетами та оновленнями. Додані нові можливості для налаштувань, зокрема для управління енергоспоживанням. |
| 43       | 21 вересня 2022 | Додані нові можливості для налаштувань робочого середовища, включаючи можливість створення кастомізованих панелей. Покращення в GNOME Shell, включаючи нові функції для управління вікнами та робочими столами. Нові функції для управління мультимедіа, такі як інтеграція з популярними потоковими сервісами. |
| 44       | 22 березня 2023 | Поліпшення в GNOME Software, з новими функціями для спрощення пошуку та встановлення програм. Нові функції для управління обліковими записами, включаючи можливість швидкого переключення між обліковими записами. Оновлення в системних налаштуваннях, з покращеною організацією параметрів. |
| 45       | 20 вересня 2023 | Loupe був замінений на Eye of GNOME у якості стандартного переглядача фотографій, що забезпечує кращу інтеграцію та функціональність. Програма Snapshot була замінена на Cheese для керування вебкамерою, що надає більше можливостей для запису та стрімінгу. Поліпшення в інтерфейсі користувача, включаючи нові теми та шрифти для покращення візуального сприйняття. |
| 46 LTS   | 20 березня 2024 | Додано нове меню налаштувань для управління обліковими записами, що спрощує доступ до параметрів безпеки та конфіденційності. Поліпшено GNOME Software з новими функціями для управління оновленнями та встановленням Flatpak-пакетів. Оптимізація продуктивності, що призвела до зниження використання пам'яті та підвищення швидкості завантаження програм. Покращена підтримка HiDPI для дисплеїв з високою роздільною здатністю. Додано нові можливості для налаштування теми, включаючи нові кольорові схеми та шрифти. Впровадження нових функцій доступності, таких як поліпшений читач екрану. |
| 47       | 18 вересня 2024 | Додано новий медіаплеєр з підтримкою потокового відео та аудіо, інтеграція з популярними сервісами. Поліпшення в GNOME Shell, включаючи нові анімації та можливості для налаштування панелі. Додано нові функції для управління віртуальними робочими столами, включаючи можливість групування вікон.Оновлений менеджер файлів Nautilus з новими можливостями для роботи з вкладками та покращеним пошуком. Інтеграція з новими сервісами для обміну файлами та спільної роботи. Поліпшення в системі налаштувань, включаючи нові параметри для управління звуком та відео.                            |

## Виноски
1. 1 2  Free Software Directory
2. ↑  Getting GNOME – GNOME
3. ↑  GNOME 3 on FreeBSD - Bit Cannon
4. 1 2 3 4 5 6  https://www.openhub.net/p/gnome/analyses/latest/languages_summary
5. ↑  Ukrainian Translation Team. l10n.gnome.org. Архів оригіналу за 9 березня 2010. Процитовано 21 грудня 2009.
6. ↑  License
7. ↑  Klapper, Andre (6 квітня 2010). Re: GNOME -> Gnome. GNOME marketing list (Список розсилки). Архів оригіналу за 28 грудня 2014. Процитовано 26 березня 2017. {{cite mailing list}}: Вказано більш, ніж один |accessdate= та |access-date= (довідка)
8. ↑  de Icaza, Miguel (15 серпня 1997). The GNOME Desktop project. mail.gnome.org. Архів оригіналу за 5 вересня 2015. Процитовано 11 серпня 2015.
9. ↑  About Us - GNOME. 27 червня 2013. Архів оригіналу за 27 червня 2013. Процитовано 15 квітня 2021.
10. ↑  Announcement: Qt version 2.0 released, 25 червня 1999, архів оригіналу за 9 березня 2000, процитовано 16 квітня 2014
11. ↑  Stallman, Richard Stallman (5 вересня 2000). Stallman on Qt, the GPL, KDE, and GNOME. Архів оригіналу за 19 квітня 2012. Процитовано 9 вересня 2005.
12. ↑  Why you shouldn't use the Lesser GPL for your next library. Free Software Foundation. Архів оригіналу за 26 листопада 2007. Процитовано 20 січня 2008.
13. ↑  GNOME Project: «GNOME Foundation Guidelines on Copyright Assignment». Accessed 26 March 2013. [Архівовано 4 березня 2012 у Wayback Machine.]
14. ↑  About Us - GNOME. 27 червня 2013. Архів оригіналу за 27 червня 2013. Процитовано 15 квітня 2021.
15. ↑  Wuelfing, Britta. GNOME: Split from GNU Project? » Linux Magazine. Linux Magazine (амер.). Архів оригіналу за 4 лютого 2022. Процитовано 14 квітня 2021.
16. ↑  Loshin, Pete (6 листопада 2000). Gnome. Computerworld (англ.). Архів оригіналу за 3 лютого 2022. Процитовано 14 квітня 2021.
17. ↑  Official GNU software packages (archived on sep-2021). Архів оригіналу за 15 квітня 2021.
18. ↑  GNOME. GTK commit a4b976f7, "Update the README". GNOME (англ.). Архів оригіналу за 3 лютого 2022. Процитовано 8 вересня 2021.
19. ↑  Pennington, Havoc (1999). What is Gnome?. GTK / Gnome Application Development. Архів оригіналу за 11 липня 2010. [Архівовано 2010-08-24 у Wayback Machine.]
20. ↑  Klapper, Andre (6 квітня 2010). Re: GNOME -> Gnome. GNOME marketing list (Список розсилки). Архів оригіналу за 28 грудня 2014. Процитовано 26 березня 2017. {{cite mailing list}}: Вказано більш, ніж один |accessdate= та |access-date= (довідка)
21. ↑  Gowin, John (9 листопада 2001). GNOME Office, how far along are we?. Linux Orbit. Архів оригіналу за 1 січня 2005.
22. ↑  TH, Sam (10 квітня 2001). GUADEC Results. gnome-office-list (Список розсилки). LWN.net. Архів оригіналу за 3 лютого 2022. Процитовано 3 травня 2014. {{cite mailing list}}: Вказано більш, ніж один |accessdate= та |access-date= (довідка)
23. ↑  Loli, Eugenia (15 вересня 2003). GNOME-Office 1.0 Released; Nautilus Becomes Object-Oriented. OSNews. Архів оригіналу за 4 травня 2014. Процитовано 4 травня 2014.
24. ↑  Esselbach, Philipp (15 вересня 2003). GNOME-Office 1.0 Released. Linux Compatible. Архів оригіналу за 4 травня 2014. Процитовано 4 травня 2014.
25. ↑  GNOME-Office 1.0 Released (Пресреліз). 15 вересня 2003. Архів оригіналу за 26 жовтня 2014. Процитовано 4 травня 2014.
26. ↑  Sevior, Martin (30 червня 2004). Next GNOME-Office release. gnome-office-list (Список розсилки). Архів оригіналу за 18 квітня 2021. Процитовано 4 травня 2014. {{cite mailing list}}: Вказано більш, ніж один |accessdate= та |access-date= (довідка)
27. ↑  Sevior, Martin (30 липня 2004). Update on progress for GNOME-Office-1.2. gnome-office-list (Список розсилки). Архів оригіналу за 13 червня 2021. Процитовано 4 травня 2014. {{cite mailing list}}: Вказано більш, ніж один |accessdate= та |access-date= (довідка)
28. ↑  Sevior, Martin (2 жовтня 2004). Three weeks until gnome-office-1.2, what progress on the website?. gnome-office-list (Список розсилки). Архів оригіналу за 3 лютого 2022. Процитовано 4 травня 2014. {{cite mailing list}}: Вказано більш, ніж один |accessdate= та |access-date= (довідка)
29. ↑  Welinder, Morten (19 грудня 2004). Gnumeric 1.4 is Here!. gnome-office-list (Список розсилки). Архів оригіналу за 14 червня 2021. Процитовано 4 травня 2014. {{cite mailing list}}: Вказано більш, ніж один |accessdate= та |access-date= (довідка)
30. ↑  GNOME 2.0 Released: Desktop Environment Boasts Simpler User Interface and a Host of Powerful Developer Tools (Пресреліз). Архів оригіналу за 13 листопада 2021.
31. ↑  GNOME 2.0 Desktop and Developer Platform Released! (Список розсилки). Архів оригіналу за 20 травня 2003. Процитовано 3 лютого 2022. {{cite mailing list}}: Вказано більш, ніж один |archivedate= та |archive-date= (довідка); Вказано більш, ніж один |archiveurl= та |archive-url= (довідка)
32. ↑  Foxwell, Harry; Tran, Hung (2009). Pro OpenSolaris: A New Open Source OS for Linux Developers and Administrators. Apress. с. 51. ISBN 9781430218920. Архів оригіналу за 3 лютого 2022. Процитовано 3 лютого 2022.
33. ↑  Paul, Ryan (14 липня 2008). GNOME 3.0 officially announced... and explained. Ars Technica (амер.). Архів оригіналу за 21 січня 2009. Процитовано 26 квітня 2021.
34. 1 2  Paul, Ryan (6 квітня 2011). A shiny new ornament for your Linux lawn: Ars reviews GNOME 3.0. Ars Technica (амер.). Архів оригіналу за 15 лютого 2012. Процитовано 26 квітня 2021.
35. ↑  GNOME 3.0 released: better for users, developers (Пресреліз). Архів оригіналу за 13 листопада 2021.
36. ↑  A new default theme for GTK. blogs.gnome.org. Архів оригіналу за 24 грудня 2014. Процитовано 24 грудня 2014.
37. ↑  Paul, Ryan (6 квітня 2011). A shiny new ornament for your Linux lawn: Ars reviews GNOME 3.0. Ars Technica (амер.). Архів оригіналу за 15 лютого 2012. Процитовано 26 квітня 2021.
38. ↑  Mate Desktop Environment - GNOME2 fork / Community Contributions / Arch Linux Forums. bbs.archlinux.org. Архів оригіналу за 21 серпня 2014. Процитовано 15 травня 2021.
39. ↑  MATE is under active development to add support for new technologies while preserving a traditional desktop experience. Архів оригіналу за 6 травня 2021.
40. ↑  Ricky (4 серпня 2011), Linus Torvalds Ditches GNOME For Xfce, Digitizor, архів оригіналу за 11 квітня 2015, процитовано 8 листопада 2011
41. ↑  Torvalds: I want to be nice, and curse less, but it's just not in me. The Register. 7 листопада 2012. Архів оригіналу за 13 листопада 2015. Процитовано 2 січня 2013.
42. ↑  Heath, Nick. Linus Torvalds switches back to Gnome 3.x desktop. ZDNet. Архів оригіналу за 3 лютого 2022. Процитовано 3 лютого 2022.
43. ↑  Hoffman, Chris. How GNOME 3.14 is winning back disillusioned Linux users. PC World. IDG TechNetwork. Архів оригіналу за 29 березня 2015. Процитовано 5 квітня 2015.
44. ↑  Мігель де Іказа. The Story of the GNOME Project (англійською) . Архів оригіналу за 24 лютого 2001. Процитовано 15 15 січня 2009.
45. 1 2  Шон МакКенс. (2005). Overview of the GNOME Platform (англійською) . Архів оригіналу за 8 квітня 2006. Процитовано 15 січня 2009. [Архівовано 8 квітня 2006 у Wayback Machine.]
46. ↑  GNOME 2.17.x Developer Platform (англійською) . Архів оригіналу за 23 серпня 2011. Процитовано 15 січня 2009.
47. ↑  Маттіас Класен. (13 серпня 2005 года). GTK+ 2.8.0 released (англійською) . Архів оригіналу за 23 серпня 2011. Процитовано 15 січня 2009.
48. ↑  Totem (англійською) . Архів оригіналу за 23 серпня 2011. Процитовано 15 січня 2009.
49. ↑  Sound Juicer (англійською) . Архів оригіналу за 23 серпня 2011. Процитовано 15 січня 2009. [Архівовано 19 серпня 2011 у Wayback Machine.]
50. ↑  Poppler (англійською) . Архів оригіналу за 8 січня 2015. Процитовано 15 січня 2009.
51. ↑  Supported Document Formats (англійською) . Архів оригіналу за 23 серпня 2011. Процитовано 15 січня 2009.
52. ↑  Подготовка к эпохе украшений. GNOME. 6 сентября 2006 года. Архів оригіналу за 23 серпня 2011. Процитовано 15 січня 2009.
53. ↑  de Icaza, Miguel. The story of the GNOME project. Архів оригіналу за 24 лютого 2001. Процитовано 15 січня 2009.
54. ↑  GNOME press release for version 1.0. Архів оригіналу за 3 березня 2008. Процитовано 31 жовтня 2010.
55. ↑  Lee, Elliot (12 жовтня 1999). "October GNOME" release now available. gnome-announce (Список розсилки). Архів оригіналу за 22 січня 2018. Процитовано 20 вересня 2007.
56. ↑  GNOME press release for version 1.2. Архів оригіналу за 7 лютого 2008. Процитовано 31 жовтня 2010.
57. ↑  GNOME press release for version 1.4. Архів оригіналу за 3 березня 2007. Процитовано 31 жовтня 2010.
58. ↑  Waugh, Jeff (27 червня 2002). GNOME 2.0 Desktop and Developer Platform Released! (Список розсилки). Архів оригіналу за 5 липня 2017. Процитовано 20 вересня 2007. {{cite mailing list}}: Текст «mail» проігноровано (довідка)
59. ↑  GNOME press release for version 2.2. Архів оригіналу за 6 березня 2008. Процитовано 31 жовтня 2010.
60. ↑  Waugh, Jeff (11 вересня 2003). Announcing the GNOME 2.4.0 Desktop & Developer Platform. gnome-announce (Список розсилки). Архів оригіналу за 5 липня 2017. Процитовано 20 вересня 2007.
61. ↑  Sobala, Andrew (31 березня 2004). Announcing the GNOME 2.6.0 Desktop & Developer Platform. gnome-announce (Список розсилки). Архів оригіналу за 5 липня 2017. Процитовано 20 вересня 2007.
62. ↑  GNOME press release for version 2.8. Архів оригіналу за 7 лютого 2008. Процитовано 31 жовтня 2010.
63. ↑  GNOME press release for version 2.10. Архів оригіналу за 25 грудня 2010. Процитовано 31 жовтня 2010.
64. ↑  =http://library.gnome.org/misc/release-notes/2.12/ GNOME 2.12 Release Notes. Архів оригіналу за 4 червня 2012. Процитовано 31 жовтня 2010.
65. ↑  GNOME 2.14 Release Notes. Архів оригіналу за 2 листопада 2010. Процитовано 31 жовтня 2010. [Архівовано 2010-11-02 у Wayback Machine.]
66. ↑  Newren, Elijah (6 вересня 2006). Celebrating the release of GNOME 2.16!. gnome-announce (Список розсилки). Архів оригіналу за 5 липня 2017. Процитовано 20 вересня 2007.
67. ↑  Newren, Elijah (14 березня 2007). Celebrating the release of GNOME 2.18!. gnome-announce (Список розсилки). Архів оригіналу за 5 липня 2017. Процитовано 20 вересня 2007.
68. ↑  GNOME 2.20 officially released. Ars Technica. 19 вересня 2007. Архів оригіналу за 18 вересня 2008. Процитовано 20 вересня 2007.
69. ↑  Untz, Vincent (12 березня 2008). Celebrating the release of GNOME 2.22!. gnome-announce-list (Список розсилки). Архів оригіналу за 28 квітня 2019. Процитовано 12 березня 2008.
70. ↑  Untz, Vincent (24 вересня 2008). Celebrating the release of GNOME 2.24!. gnome-announce-list (Список розсилки). Архів оригіналу за 28 квітня 2019. Процитовано 27 вересня 2008.
71. ↑  Untz, Vincent (18 березня 2009). Celebrating the release of GNOME 2.26!. gnome-announce-list (Список розсилки). Архів оригіналу за 28 квітня 2019. Процитовано 18 березня 2009.
72. ↑  Holwerda, Thom (24 вересня 2009). GNOME 2.28 Released. OS News. Архів оригіналу за 6 листопада 2018. Процитовано 5 квітня 2009.
73. ↑  Holwerda, Thom (31 березня 2010). ```markdown 811192312/http://www.osnews.com/story/23092/GNOME_2_30_Released GNOME 2.30 Released. OS News. Архів оригіналу за 6 листопада 2018. Процитовано 4 квітня 2010.
74. ↑  GNOME 2.32 Release Notes. Архів оригіналу за 22 грудня 2012. Процитовано 31 жовтня 2010. [Архівовано 2012-12-22 у Wayback Machine.]
75. ↑  GNOME 3.0 Release Notes. Архів оригіналу за 27 січня 2013. Процитовано 10 вересня 2011. [Архівовано 2013-01-27 у Wayback Machine.]
76. ↑  Релиз GNOME 3.12, обзор новшеств. opennet.ru (рос.). Архів оригіналу за 29 березня 2014. Процитовано 27 березня 2014.